# 贡山绿绒蒿
贡山绿绒蒿（学名：Meconopsis smithiana）为罂粟科绿绒蒿属下的一个种。

## 扩展阅读
- 維基物種上的相關：贡山绿绒蒿